# Бит-демонстрация в Лейпциге
Бит-демонстрация в Лейпциге (нем. Leipziger Beatdemo) состоялась 31 октября 1965 года в центре Лейпцига.
Демонстрация была направлена против запрета государственными органами музыки Бит и многочисленных музыкальных групп. Вызвана демонстрация была вышедшим десятью днями ранее запретом 54 из 58 регистрированных лейпцигских групп (среди них популярная группа The Butlers). Она долго оставалась самой массовой нелегальной демонстрацией в ГДР вплоть до событий осени 1989 года. Событие оказало существенные влияние на дальнейшее развитие молодёжной и культурной политики руководства страны.
Распространяющаяся в начале 1960-х годов музыка «Бит» в ГДР нашла многочисленных поклонников. Многие подростки создавали свои группы. Музыку записывали на магнитофон и играли на слух. Это распространение «западной» музыки наблюдалось государством сначала со скепсисом, а позже встретило сопротивление. Важным аргументом противников новой музыки стали массовые драки с полицией после концерта Rolling Stones на западноберлинской сцене Вальдбюне 15 сентября 1965 года. Чтобы исключить подобное в Лейпциге, власти запретили всё бит-движение.
Недовольные подростки изготовили листовки и призвали к демонстрации протеста. Учителя лейпцигских гимназий и ПТУ угрожали учащимся исключением из учебных заведений в случае участия в демонстрации. Изначально листовки привлекли мало внимания, но предупреждение властей привело к быстрому распространению информации. В результате 31 октября на площади Вильгельма Лёйшнера перед Новой ратушей собралось от 2000 до 2500 человек, преимущественно молодёжь.
Демонстрация довольно быстро была разогнана. 97 из 264 задержанных демонстрантов были приговорены к исправительным работам в близлежащем карьере по добыче бурого угля. В уголовный кодекс ГДР был введён § 215 («Rowdytum», хулиганство), который в дальнейшем активно использовался в том числе в целях политических репрессий.